# Терсит

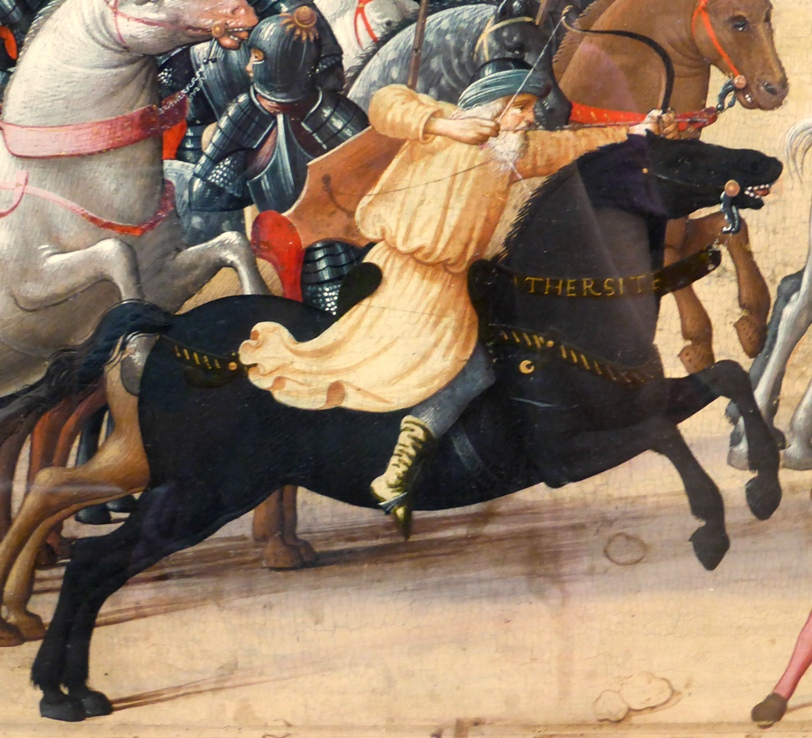
Терсит в представлении художника эпохи Ренессанса Бьяджо д’Антонио. Деталь кассоне «Смерть Гектора», кон. XV в. Музей Фитцуильям

Терси́т или Ферси́т (др.-греч. Θερσίτης, дословно — «наглый, дерзкий») — персонаж древнегреческой мифологии. Сын Агрия (или потомок Агрия), из рода этолийских царей. Сверг Ойнея, затем был изгнан Диомедом и убил Ойнея в Аркадии.

## Мифы

### Происхождение
Терсит впервые упомянут во второй песне «Илиады» Гомера, где его конфликту с Одиссеем посвящено 65 строк. Историки отмечают, что, в отличие от других персонажей, которые играют сходную или даже менее значительную роль, в «Илиаде» отсутствует какая-либо информация об отце, предках и месте рождения Терсита. На этом основании его могут называть незнатным воином. Однако существуют и другие сведения о данном мифологическом персонаже. В одном из схолиев написано: «Ферекид говорил, что Терсит был среди тех, кто пошёл за калидонским вепрем, и пропустивший вепря в схватке Терсит был сброшен в обрыв Мелеагром. Поэтому его тело было изувечено. И он говорит, что Терсит вёл происхождение от Агрия, Дии и Порфея».
Из этого схолия можно воссоздать генеалогическое древо, в котором Терсит — этолийский царевич, родственник нескольких героев древнегреческой мифологии. Псевдо-Аполлодор описывает миф, согласно которому Терсит с братьями свергли Ойнея и передали царскую власть над Этолией своему отцу Агрию. Впоследствии Диомед убил всех сыновей Агрия, кроме Терсита и Онхеста, которые бежали в Пелопоннес, и передал царскую власть Андремону.
|  |  |  |  |        |        |        |        |        |        |  |  | Порфаон |         |         |         |         |         |  |  |  |  |       |       |       |       |        |       |       |       |       |       |  |  |  |  |  |  |  |  |  |  |  |  |  |  |
|  |  |  |  |        |        |        |        |        |        |  |  |         |         |         |         |         |         |  |  |  |  |       |       |       |       |        |       |       |       |       |       |  |  |  |  |  |  |  |  |  |  |  |  |  |  |
|  |  |  |  |        |        |        |        |        |        |  |  |         |         |         |         |         |         |  |  |  |  |       |       |       |       |        |       |       |       |       |       |  |  |  |  |  |  |  |  |  |  |  |  |  |  |
|  |  |  |  | Агрий  | Агрий  | Агрий  | Агрий  | Агрий  | Агрий  |  |  | Мелас   | Мелас   | Мелас   | Мелас   | Мелас   | Мелас   |  |  |  |  | Ойней | Ойней | Ойней | Ойней | Ойней  | Ойней |       |       |       |       |  |  |  |  |  |  |  |  |  |  |  |  |  |  |
|  |  |  |  | Агрий  | Агрий  | Агрий  | Агрий  | Агрий  | Агрий  |  |  | Мелас   | Мелас   | Мелас   | Мелас   | Мелас   | Мелас   |  |  |  |  | Ойней | Ойней | Ойней | Ойней | Ойней  | Ойней |       |       |       |       |  |  |  |  |  |  |  |  |  |  |  |  |  |  |
|  |  |  |  |        |        |        |        |        |        |  |  |         |         |         |         |         |         |  |  |  |  |       |       |       |       |        |       |       |       |       |       |  |  |  |  |  |  |  |  |  |  |  |  |  |  |
|  |  |  |  | Терсит | Терсит | Терсит | Терсит | Терсит | Терсит |  |  | Мелеагр | Мелеагр | Мелеагр | Мелеагр | Мелеагр | Мелеагр |  |  |  |  |       |       |       |       | Тидей  | Тидей | Тидей | Тидей | Тидей | Тидей |  |  |  |  |  |  |  |  |  |  |  |  |  |  |
|  |  |  |  | Терсит | Терсит | Терсит | Терсит | Терсит | Терсит |  |  | Мелеагр | Мелеагр | Мелеагр | Мелеагр | Мелеагр | Мелеагр |  |  |  |  |       |       |       |       | Тидей  | Тидей | Тидей | Тидей | Тидей | Тидей |  |  |  |  |  |  |  |  |  |  |  |  |  |  |
|  |  |  |  |        |        |        |        |        |        |  |  |         |         |         |         |         |         |  |  |  |  |       |       |       |       | Диомед |       |       |       |       |       |  |  |  |  |  |  |  |  |  |  |  |  |  |  |

Историки обсуждали вопрос, являются ли позднеантичные источники описанием лакуны гомеровского текста, либо это «Илиада» опускает данные традиционных мифов. По одной версии, в древнегреческой мифологии существовало два Терсита — благородный и знатный царевич, а также дерзкий уродливый простой воин, которые затем были отождествлены в единого персонажа. По другой, знатность Терсита создавала бы проблемы для повествования «Илиады». Замалчивание генеалогии Терсита позволяло рассказчику представить персонажа злобным уродом, которого мог безнаказанно ударить Одиссей.

### Внешний вид, поведение
Муж безобразнейший, он меж данаев пришёл к Илиону;
Был косоглаз, хромоног; совершенно горбатые сзади
Плечи на персях сходились; глава у него подымалась
Вверх остриём, и была лишь редким усеяна пухом.
Только Терсит меж безмолвными каркал один, празднословный;
В мыслях вращая всегда непристойные, дерзкие речи,
Вечно искал он царей оскорблять, презирая пристойность,
Все позволяя себе, что казалось смешно для народа.
…
Их он всегда порицал; но теперь скиптроносца Атрида
С криком пронзительным он поносил
Описание внешнего вида Терсита предшествует его речи. Автор повествования стремится ещё до выступления вызвать у слушателя негативное отношение к данному персонажу. В «Илиаде» уродство Терсита подчёркивает низменность его поступков. Внешность служит формой, которая отражает суть его последующей речи. Гомер приписывает Терситу всё, что «отвергается героической этикой и эстетикой», — хромоногость, безобразие, косоглазие и горбатость.
Терсит в «Илиаде» является олицетворением пустословия и бессмысленной активности, символом «празднословного карканья».

### Участие в Троянской войне. Конфликт с Одиссеем
Появлению Терсита в «Илиаде» предшествовал ряд событий. Повествование включало ссору Агамемнона с Ахиллом, их взаимные оскорбления и отказ последнего участвовать в сражениях. Ахилл обратился к матери Фетиде, которая упросила Зевса наказать Агамемнона. Зевс навеял главнокомандующему греков ложный сон о том, что в следующем сражении он захватит Трою. Агамемнон созвал совет старейшин, где предложил испытать войска. Войску он сказал, что следует бежать домой. Агамемнон напрасно ожидал, что греки отвергнут предложение. Все бросились к кораблям, чем поставили под угрозу весь поход. Тогда Одиссей убеждая знатных военачальников и принуждая простолюдинов смог вернуть их на место проведения собрания, где, как ожидается, будет принято решение продолжить войну.
После завершения всех приготовлений к новому собранию и появляется Терсит. После соответствующего описания внешних и внутренних качеств оратора все его последующие слова должны выглядеть разочаровывающе. В своей речи Терсит критикует Агамемнона. Таким образом смутьян становится единственным препятствием для Одиссея, который всеми силами стремится восстановить порядок в войске. При этом Одиссей даже не думает опровергать аргументы Терсита. Он лишь подчёркивает отсутствие у Терсита права выступать на собраниях. Свой приказ Одиссей подкрепляет силой, ударив Терсита скипетром по спине. В данном случае скипетр представляет собой символ царской власти, который на время дал Одиссею Агамемнон при выполнении конкретного задания.
В противостоянии Одиссея с Терситом последнее слово остаётся за толпой. Как только Терсит заплакал от боли, тем самым показав отсутствие мужества, толпа разразилась смехом. В тот самый момент, когда Терсит заплакал, Одиссей победил.
При анализе критики Терсита в адрес Агамемнона исследователи «Илиады» не видят чего-либо экстраординарного. Ещё римский ритор Квинтилиан писал: «Часто одно и то же слово в устах у одного почитается откровенностью, у другого безрассудством, у третьего наглостью. То, например, что́ говорит Терсит Агамемнону, достойно смеха: те же слова вложи в уста Диомеду, или подобному ему, будут означать великое мужество». При анализе упрёков в адрес Агамемнона со стороны Ахилла и Терсита прослеживается параллелизм. Оба, на первый взгляд противоположных, персонажа обвиняют царя в алчности, в том, что Агамемнон забирает добытую другими добычу и другом подобным. Две строки «Илиады» в первой и вторых песнях, где Ахилл и Терсит критикуют Агамемнона, повторяются дословно. Однако, если конфликт Агамемнона с Ахиллом не на шутку взволновал всё войско, то выступление Терсита стало лишь комическим эпизодом, на который никто не обратил особого внимания. Если возмущение Ахилла было воспринято как справедливое и обоснованное, то слова Терсита в глазах войска стали наглой выходкой недостойного выскочки. В научной литературе существует мнение, что Терсит являлся выразителем мнения «греческой черни», а его выступление стало отображением антиаристократического протеста.

### Гибель
По одной из версий мифа, описанной в «Эфиопиде», был убит Ахиллом за надругательство над телом убитой царицы амазонок Пенфесилеи (или за то, что подозревал Ахилла в любви к Пенфесилее). Однако Софокл считает, что Ферсит пережил Ахилла.

## В изобразительном искусстве и литературе
Терсита рассматривают в качестве одного из первых трикстеров — героя, на фоне которого особо ярко проявляются достоинства главного персонажа.
Действующее лицо трагедии Херемона «Ахилл — убийца Ферсита». Похвальное слово ему произнёс Тимей.
К образу Терсита несколько раз обращался Платон. Античный философ отстаивал необходимость самосовершенствования, правления лучших — меритократию. Терсит для него был антигероем, персонажем, выбравшим путь морального и физического разложения, который превратился из знатного царевича в последнего из мерзавцев. Платон, который верил в переселение душ, писал, что «всеобщее посмешище» Терсит после смерти стал обезьяной.

## В науке
В клинической психологии используют термин «комплекс Терсита», который подразумевает связанное с действительным или мнимым телесным несовершенством психопатологическое снижение самооценки. Наиболее часто встречается у подростков. Филолог Т. В. Тритенко подчёркивает, что в данном случае использован несоответствующий образ мифологического персонажа. Внешнее уродство мифологического Терсита не соответствует внутреннему у лиц с одноимённым комплексом. В мифах уродство Терсита носит не только внешний, но и внутренний характер.

### Исследования
- Ботвинник М. Н. Терсит // Мифы народов мира / Главн. ред. С. А. Токарев. — М.: Советская энциклопедия, 1980. — С. 974.
- Земцова Е. Е. Становление концепции эллинства и утверждение эллинской идентичности в эпоху архаики и классики // Вестник Рязанского государственного университета им. С. А. Есенина. — Рязанский государственный университет им. С.А. Есенина, 2017. — Вып. 54, № 1. — ISSN 0869-6446.
- История греческой литературы / Под редакцией С. И. Соболевского, Б. В. Горнунга, З. Г. Гринберга, Ф. А. Петровского, С. И. Радцига. — М. — Л.: Издательство АН СССР, 1946. — Т. I. Эпос, лирика, драма классического периода.
- Карабущенко П. Л. Карнавальная политическая культура: пикник на обочине античной истории // Вопросы элитологии. — 2021. — Т. 2, № 1. — С. 21—47. — ISSN 2712-8415. — doi:10.46539/elit.v2i1.47.
- Линкольн Б. Эпизод с Терситом в «Илиаде» // Вестник древней истории. — 1994. — № 2. — С. 17—33.
- Романова К. С. Роль идентификации в становлении и развитии личности // Дискурс-Пи. — Институт философии и права Уральского отделения Российской академии наук, 2005. — Т. 5, № 1. — С. 96—99. — ISSN 1817-9568.
- Тритенко Т. В. Мифологические образы в языке клинической психологии. Автореферат диссертации на соискание ученой степени кандидата филологических наук. — М., 2011.
- Туманс Х. «Львы» и «волки» у Гомера: заметки к эпической «Табели о рангах» // Аристей. Aristeas: вестник классической филологии и античной истории. — 2011. — Т. 4, № 4. — С. 27—51.
- Schmidt J.[нем.]. Thersites // Ausführliches Lexikon der griechischen und römischen Mythologie :  [нем.] / Roscher Wilhelm Heinrich. — Leipzig : Druck und Verlag von B. G. Teubner, 1916—1924. — Bd. V. — Kol. 665—675.